# Odontonema
Odontonema là một chi thực vật có hoa thuộc họ ô rô, Acanthaceae.

## Các loài tiêu biểu
- Odontonema brevipes Urb.
- Odontonema callistachyum (Schltdl. & Cham.) Kuntze
- Odontonema cuspidatum (Nees) Kuntze – Mottled Toothedthread
- Odontonema laxum Baum, V.M.
- Odontonema nitidum (Jacq.) Kuntze – Shrubby Toothedthread
- Odontonema tubaeforme (Bertol.) Kuntze – Firespike[2][3]

## Hình ảnh

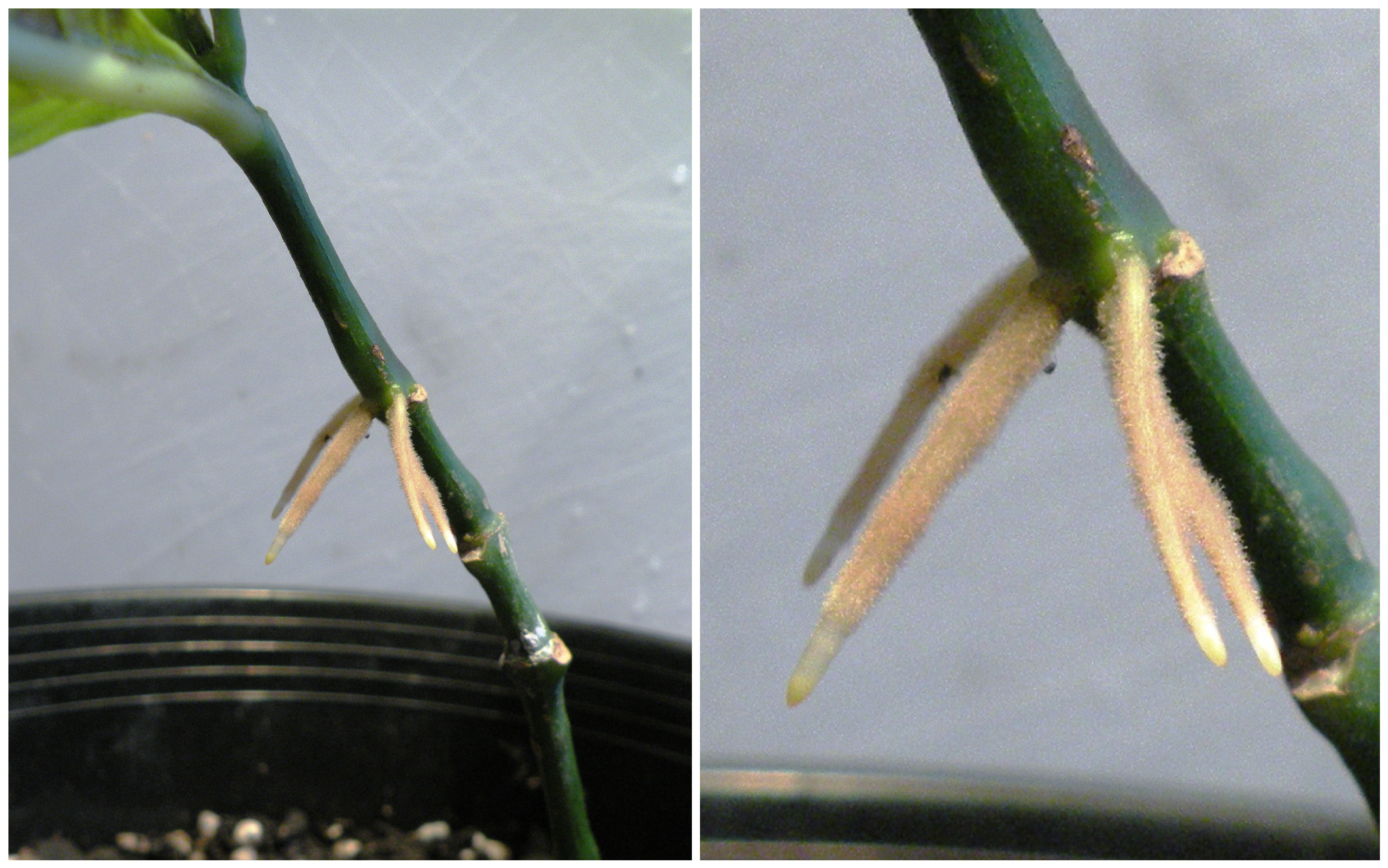